# Chuck Asay
Charles R. "Chuck" Asay (phát âm là AY-see) (sinh ngày 1 tháng 9 năm 1942, tại Alamosa, Colorado) là một họa sĩ biếm họa chính trị bảo thủ. Ông là một biên tập viên biếm họa cho Colorado Springs Gazette cho đến khi nghỉ hưu vào ngày 28 tháng 3 năm 2007. Trước đó, ông đã vẽ cho Taos News, Colorado Springs Sun, và một thời gian ngắn tại Denver Post. Ông tiếp tục sản xuất phim hoạt hình biên tập thông qua sự hợp tác của Creators Syndicate cho đến ngày 29 tháng 6 năm 2013, khi tuyên bố nghỉ hưu.